# Agyrázkódás
Az agyrázkódás (latinul commotio cerebri, angolul concussion) az agy reverzibilis (tehát nem maradandó) sérülése. A fedett agysérülések (más néven zárt koponyasérülések) csoportjába tartozik, azok legenyhébb formáját képviseli. A koponyát ért erőbehatásra elmozdul az agy, és a sérülés oldalán, majd az ellenoldalon is a koponyacsontokhoz csapódik, ez pedig az agykéreg és az agytörzs összeköttetéseinek átmeneti funkciózavarát idézi elő.

## Sajátosságai
A közhiedelemmel ellentétben az agyrázkódásnak nem feltétele az eszméletvesztés, sőt az agyrázkódások ~90%-a nem is jár eszméletvesztéssel. Azonban előfordulhat pár másodperctől néhány percig tartó eszméletvesztés, tudatzavar pedig tovább is fennállhat, legfeljebb egy órán át. Jellemző tünet az emlékezetkiesés (amnézia), mely kiterjed a sérülés idejére (congrad amnesia) valamint az azt megelőző (retrograd amnesia) és követő (anterograd amnesia) rövid időszakra is. Az esetek többségében fejfájás, szédülés, hányinger, hányás, fény- és hangérzékenység, koncentrációzavar, ingerlékenység és ortosztatikus vérnyomásesés (felálláskor hirtelen vérnyomáscsökkenés) is fellép. Gyakori emellett a képernyők okozta diszkomfortérzés, fejfájás, látás- és alvászavarok, kognitív tünetek, valamint a tünetek testmozgásra, fizikai munkára fokozódó jellege. A posztkommóciós panaszok, azaz a fent említett tünetek még hetekig fennállhatnak, sőt ritka esetekben akár hónapokig is elhúzódhatnak. 
Agyrázkódás esetében a koponya-CT, MR- és egyéb képalkotó vizsgálatok nem mutatnak szöveti elváltozást, agykárosodást. 
Elsősegélynyújtásként alapesetben a beteg lefektetése javasolt, megemelt felsőtesttel, eszméletlenség esetén stabil oldalfekvésben.
Az agyrázkódás további kezelésének alapja néhány napos ágynyugalom (lehetőleg kórházi megfigyelés alatt), amit még hetekig tartó pihenés követ. Ajánlatos a bőséges folyadékfogyasztás, mellőzve az alkoholos italokat. Szükség lehet nyugtató, fájdalomcsillapító alkalmazására és infúziós folyadékbevitelre is. A posztkommóciós szindróma kezelésére agyi keringés- és anyagcsere-javító gyógyszerek is adhatók.
Az agyrázkódás általában 3–4 héten belül gyógyul, jogi értelemben azonban az enyhe fokú agyrázkódást 8 napon belül gyógyuló sérülésnek vélelmezik. Csak közepes és súlyos fokú agyrázkódás esetén van szó 8 napon túl gyógyuló sérülésről. Azonban ritkábban, az esetek ~ 10-15%-ában a tünetek tovább is elhúzódhatnak, akár hónapokig vagy extrém esetekben évekig. Ezt  Post Concussion Syndrome-nak vagy Prolonged Concussion Symptoms-nak nevezik angolul.

## Elsősegélynyújtás
Koponya–agysérülteknél, ha gerincsérülés lehetősége nem merül fel(!), a beteg lefektetése az elsődleges, az alábbiak szerint:
- Az eszméleténél lévő beteget hanyatt kell fektetni, a felsőtestet 20–30°-kal megemelve (például felpolcolással). Ezzel csökkenthető a koponyaűri nyomás.
- Eszméleténél lévő beteg koponyaalapi törésének gyanújakor (véres liquorcsorgás az orrból, fülből, garatból; pápaszem-vérömleny; szaglás elvesztése) előnyösebb a lapos fektetés, így az agyi légembólia veszélye csökkenthető.
- Az eszméletlen, de spontán lélegző beteget stabil oldalfektetésben kell részesíteni, az előbbiek szerint megemelt felsőtesttel vagy lapos fekvésben.
- Légzésmegálláskor természetesen minden esetben a légutak szabaddá tétele és lélegeztetés, ha pedig keringésmegállás is fellép, akkor újraélesztés végzendő.

Ha a nyaki gerinc sérülésének esélye fennáll, és jelen vannak képzett segélynyújtók, a fektetést megelőzően és közben is mindvégig rögzíteniük kell a nyaki gerincet. Ha nincs jelen tapasztalt segélynyújtó, kerülni kell a sérült gerinc elmozdulását, kivéve újraélesztéskor vagy ha a beteg egyéb okból életveszélyben van.
Tudatzavar esetén különösen fontos odafigyelni, hogy ne kerülhessen hányadék vagy vér a légutakba.
Az említetteken túl gondoskodni kell a beteg túlzott felmelegedésének (hipertermia) vagy lehűlésének (hipotermia) megelőzéséről. Végül, az esetleges külső sérülések is ellátandók.